# Australiens Grand Prix 2024
Australiens Grand Prix 2024, officiellt Formula 1 Rolex Australian Grand Prix 2024, var ett Formel 1-lopp som kördes den 24 mars 2024 på Albert Park Circuit i Australien. Det var det tredje loppet ingående i Formel 1-säsongen 2024 och kördes över 58 varv.

## Ställning i mästerskapet före loppet
| Pos. | Förare          | Poäng |
| ---- | --------------- | ----- |
| 1 ▬  | Max Verstappen  | 51    |
| 2 ▬  | Sergio Pérez    | 36    |
| 3 ▬  | Charles Leclerc | 28    |
| 4 ▬  | George Russell  | 18    |
| 5 ▬  | Oscar Piastri   | 16    |

| Pos. | Konstruktör           | Poäng |
| ---- | --------------------- | ----- |
| 1 ▬  | Red Bull              | 87    |
| 2 ▬  | Ferrari               | 49    |
| 3 ▬  | McLaren-Mercedes      | 28    |
| 4 ▬  | Mercedes              | 26    |
| 5 ▬  | Aston Martin-Mercedes | 13    |

- Notering: Endast de fem bästa placeringarna i vardera mästerskap finns med på listorna.

## Träningar
Tre fria träningspass hölls innan racet. Det första träningspasset kördes på fredagen och toppades av Lando Norris i McLaren, före Max Verstappen i Red Bull och George Russell i Mercedes. Passet rödflaggades efter att Alexander Albon i Williams kraschat i kurva 6.
Det andra träningspasset hölls samma dag och toppades av Charles Leclerc i Ferrari, före Verstappen i Red Bull och Leclercs teamkamrat Carlos Sainz Jr.. Albons krasch i första träningspasset gjorde att han inte kunde köra i det andra, då Williams inte hade några reservchassis tillgängliga. Albons skadade chassi ansågs sedan inte gå att reparera, och han fick istället köra i teamkamraten Logan Sargeants bil. Som resultat av detta fick Sargeant avstå från körning under resten av helgen.
Det tredje träningspasset hölls på lördagen och toppades igen av Leclerc i Ferrari före Verstappen i Red Bull och Leclercs teamkamrat Sainz.

## Kvalet
| Pos.                    | Nr. | Förare           | Konstruktör                  | Kvaltider | Kvaltider | Kvaltider | Start- grid |
| Pos.                    | Nr. | Förare           | Konstruktör                  | Q1        | Q2        | Q3        | Start- grid |
| ----------------------- | --- | ---------------- | ---------------------------- | --------- | --------- | --------- | ----------- |
| 1                       | 1   | Max Verstappen   | Red Bull Racing-Honda RBPT   | 1:16.819  | 1:16.387  | 1:15.915  | 1           |
| 2                       | 55  | Carlos Sainz Jr. | Ferrari                      | 1:16.731  | 1:16.189  | 1:16.185  | 2           |
| 3                       | 11  | Sergio Pérez     | Red Bull Racing-Honda RBPT   | 1:16.805  | 1:16.631  | 1:16.274  | 61          |
| 4                       | 4   | Lando Norris     | McLaren-Mercedes             | 1:17.430  | 1:16.750  | 1:16.315  | 3           |
| 5                       | 16  | Charles Leclerc  | Ferrari                      | 1:16.984  | 1:16.304  | 1:16.435  | 4           |
| 6                       | 81  | Oscar Piastri    | McLaren-Mercedes             | 1:17.369  | 1:16.601  | 1:16.572  | 5           |
| 7                       | 63  | George Russell   | Mercedes                     | 1:17.062  | 1:16.901  | 1:16.724  | 7           |
| 8                       | 22  | Yuki Tsunoda     | RB-Honda RBPT                | 1:17.356  | 1:16.791  | 1:16.788  | 8           |
| 9                       | 18  | Lance Stroll     | Aston Martin Aramco-Mercedes | 1:17.376  | 1:16.780  | 1:17.072  | 9           |
| 10                      | 14  | Fernando Alonso  | Aston Martin Aramco-Mercedes | 1:16.991  | 1:16.710  | 1:17.552  | 10          |
| 11                      | 44  | Lewis Hamilton   | Mercedes                     | 1:17.499  | 1:16.960  | N/A       | 11          |
| 12                      | 23  | Alexander Albon  | Williams-Mercedes            | 1:17.130  | 1:17.167  | N/A       | 12          |
| 13                      | 77  | Valtteri Bottas  | Kick Sauber-Ferrari          | 1:17.543  | 1:17.340  | N/A       | 13          |
| 14                      | 20  | Kevin Magnussen  | Haas-Ferrari                 | 1:17.709  | 1:17.427  | N/A       | 14          |
| 15                      | 31  | Esteban Ocon     | Alpine-Renault               | 1:17.617  | 1:17.697  | N/A       | 15          |
| 16                      | 27  | Nico Hülkenberg  | Haas-Ferrari                 | 1:17.976  | N/A       | N/A       | 16          |
| 17                      | 10  | Pierre Gasly     | Alpine-Renault               | 1:17.982  | N/A       | N/A       | 17          |
| 18                      | 3   | Daniel Ricciardo | RB-Honda RBPT                | 1:18.085  | N/A       | N/A       | 18          |
| 19                      | 24  | Zhou Guanyu      | Kick Sauber-Ferrari          | 1:18.188  | N/A       | N/A       | PL2         |
| 107 %-gränsen: 1:22.731 |     |                  |                              |           |           |           |             |
| Källor:                 |     |                  |                              |           |           |           |             |